# 8 км (зупинний пункт, Куп'янська дирекція Південної залізниці)
8 кіломе́тр — пасажирський залізничний зупинний пункт Куп'янської дирекції Південної залізниці.
Розташований біля залізничного розгалуження в напрямку колишніх хімічних складів, Куп'янський район, Харківської області на лінії Куп'янськ-Вузловий — Тропа між станціями Ковшарівка (3 км) та Скоросний (6 км).
Станом на травень 2019 року щодоби три пари приміських електропоїздів здійснюють перевезення за маршрутом Куп'янськ-Вузловий — Святогірськ.